# Partido Liberal Independiente (España)
Partido Liberal Independiente (PLI) fue un partido político español.

## Historia
Fue fundado y liderado por José Manuel Muñoz Salvadores (presidente) y José Torán Peláez (vicepresidente 1.º) junto con Oscar Bernat (vicepresidente 2.º) y Jaime Hernández-Mansilla Izquierdo (secretario general). Su primera presentación pública fue el 23 de marzo de 1977.
En las elecciones generales de 1977 presentó solamente dos listas, obteniendo 805 votos y ningún escaño.
En diciembre de 1977 el partido —entonces liderado por Óscar Bernat— pasó a formar parte de la Federación Liberal que también integraban el Partido Progresista Liberal, el Partido Liberal, el Partido Demócrata Gallego, y el Partido Popular de Cataluña; En 1978 el PLI fue disuelto al integrarse en Acción Ciudadana Liberal, liderado por José María de Areilza.